# Драгош (дем Долна Джумая)
 Тази статия е за селото в Гърция.  За селото в Република Македония вижте Драгош (община Битоля).  
Драгош (на гръцки: Ζευγολατειό или Ζευγολατιό, Зевголатио, до 1927 Δραγόσι, Драгоси) е село в Република Гърция, Егейска Македония, дем Долна Джумая (Ираклия), област Централна Македония с 480 жители (2001).

## География
Селото е разположено в североизточното подножие на Богданската планина (Вертискос).

## История

### Етимология
Според Йордан Н. Иванов името е по лично име от Драго, от старобългарски драгъ, < *Драгощь с щ от *tj, образувано от личното име Драгота с посесивна наставка -jь-.
Според академик Иван Дуриданов първоначалната форма Драгошта е притежателно прилагателно със суфикс -jā (женски род по вьсь, „село“) < *Dargotja от личното име Драгота.

### В Османската империя
Селото е споменато в грамоти на Стефан Душан от 1349 година като сєло Драгошта и прочаа, и от 1349 година като и оштє приложи царство ми баштиноу Мазгида Калоѣнıа Жихънъскаго [= Зъхнєнски] и што є дрьжаль сєло Драгоуштоу.
В XIX век Драгош е българско село, числящо се към Сярска каза на Серския санджак на Османската империя. В „Етнография на вилаетите Адрианопол, Монастир и Салоника“, издадена в Константинопол в 1878 година и отразяваща статистиката на населението от 1873 година, Драгош (Dragoch) е посочено като селище в Сярска каза със 70 домакинства, като жителите му са 160 мюсюлмани и 30 българи.
В 1891 година Георги Стрезов пише за селото:
| „ | Драгош, чифлик близу до Струма. От Турбеш на СЗ 1 час. Същото състояние; 25 български къщи. | “ |

В 1900 година според Васил Кънчов („Македония. Етнография и статистика“) в селото има 460 жители, от които 400 българи и 60 цигани.
Всички християни от Драгош са под ведомството на Цариградската патриаршия. По данни на секретаря на Българската екзархия Димитър Мишев („La Macédoine et sa Population Chrétienne“) в 1905 година в Драгош (Dragoche) живеят 320 българи патриаршисти гъркомани.

### В Гърция
През Балканската война селото е освободено от части на българската армия, но остава в Гърция след Междусъюзническата война. В 1918 година в селото са заселени гърци бежанци от ортакьойското (ивайловградското) село Пелевун, останало след Междусъюзническата война в България. Пелевунци се изселват в Гърция в 1913 година. През 20-те години живеещите в селото турци са изселени в Турция. В 1922 - 1923 година в селото са заселени няколко семейства от Епир. В 1927 година селото е прекръстено на Зевголатио. Според преброяването от 1928 година селото е смесено местно-бежанско с 95 бежански семейства и 407 души. В 1932 в селото са заселени каракачани от Епир.
| Име         | Име            | Ново име      | Ново име      | Описание                                           |
| ----------- | -------------- | ------------- | ------------- | -------------------------------------------------- |
| Чал         | Τσάλ Λόφος     | Перасма       | Πέρασμα       | възвишение на Ю от Драгош и на СЗ от Орляк (141 m) |
| Шейтан      | Σεϊτάν         | Диаволу Рема  | Διαβόλου Ρέμα | рекичка на Ю от Драгош, десен приток на Струма     |
| Дурпесина   | Ντουρπεσινέ    | Дисватон Рема | Δύσβατον Ρέμα | рекичка на Ю от Драгош, десен приток на Струма     |
| Адичка      | Άντιτσκα       | Ризома        | Ρίζωμα        | местност на ЮИ от Драгош, по десния бряг на Струма |
| Иляз Мезари | Ίλιάζ Μεζαρί   | Мнимата       | Μνήματα       | местност на ЮИ от Драгош, по десния бряг на Струма |
| Гуру Чешме  | Γκουρού Τσεσμέ | Ксери Вриси   | Ξερη Βρύση    | местност на ЮЮЗ от Драгош                          |
| Деве тепе   | Ντερέ Τεπέ     | Камилокорифес | Καμηλοκορυφές | възвишение в Карадаг на ЮЗ от Драгош (556 m)       |

Преброявания
- 1913 – ?
- 1920 – 155 души
- 1928 – 438 души
- 1940 – 401 души
- 1951 – 525 души
- 1961 – 706 души
- 1971 – ? души
- 1981 – 313 души
- 1991 – 441 души[13]